# رومن ولاسوف
رومن اندریِویچ ولاسوف (به روسی: Роман Андреевич Власов) (زادهٔ ۶ اکتبر ۱۹۹۰) کشتی‌گیر روسیه‌ای است که در رشتهٔ کشتی فرنگی رقابت می‌کند و یکی از بهترین کشتی‌گیران سبک فرنگی در تمام ادوار به شمار می‌رود. ولاسوف برندهٔ مدال طلای دو دورهٔ بازی‌های المپیک در ۲۰۱۲ لندن و ۲۰۱۶ ریو و قهرمان سه دورهٔ مسابقات قهرمانی کشتی جهان در سال‌های ۲۰۱۱، ۲۰۱۵ و ۲۰۲۱ است. او همچنین قهرمان جام جهانی انفرادی ۲۰۲۰ و نیز قهرمان چهار دورهٔ مسابقات قهرمانی کشتی اروپا است.

## فعالیت حرفه‌ای

### المپیک ۲۰۱۶ ریو
ولاسوف در سال ۲۰۱۶ میلادی در المپیک ریو در وزن ۷۵ کیلو حاضر بود که کیم هیون-وو از کره‌جنوبی، یانگ بین از چین و بوزو استارسویچ از کرواسی را شکست داد و به مرحله فینال رسید. در مرحله نهایی توانست با غلبه بر مارک مادسن دانمارکی، مدال طلا را بدست آورد.

### قهرمانی کشتی جهان ۲۰۲۱
ولاسوف در وزن ۷۷ کیلوگرم کشتی فرنگی قهرمانی کشتی جهان ۲۰۲۱ اسلو شرکت کرد، او در این مسابقات تامرلان شادوکایف از قزاقستان، دیمیترو پیشکوف ازاوکراین، محمدعلی گرایی از ایران و تاماس لوای از مجارستان را شکست داد و به فینال رسید. وی در فینال سانان سلیمانوف از آذربایجان را شکست داد و مدال طلا را بدست آورد.